# Coesita

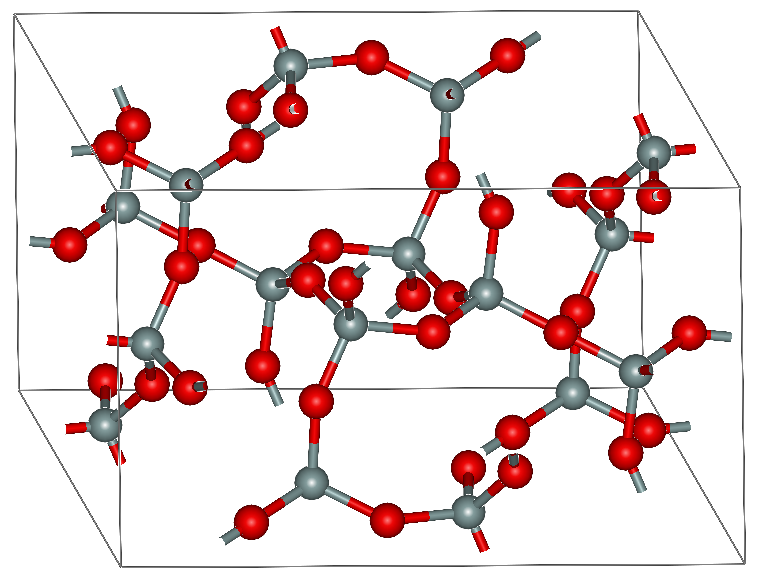
Estructura de la coesita

La coesita és un mineral de la classe dels òxids, polimorf del quars, la stishovita, la tridimita i la cristobalita. És un polimorf d'alta pressió; es forma per entre els 500 i 800 graus centígrads (C°) i pressions per sobre dels 20 quilobars. Se sol trobar en cràters d'impacte meteorític afectats per metamorfisme d'impacte d'alta pressió, així com en eclogites i kimberlites.
El seu nom prové de Loring Coes Jr. (1915-1978), que va ser qui va sintetitzar el compost per primer cop l'any 1954. La seva localitat tipus es troba al Meteor Crater, Arizona, EUA.